# 영국-오스트리아 동맹

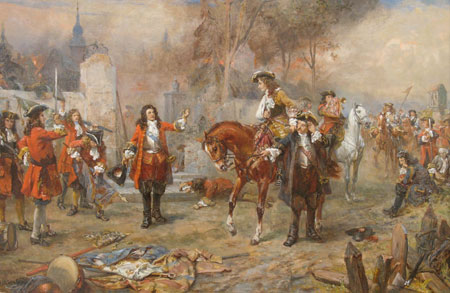

영국-오스트리아 동맹(Anglo-Austrian Alliance)은 그레이트브리튼 왕국과 합스부르크 제국 간에 체결된 1731년부터 1756년까지의 연합이다. 동맹이 체결된 이유는 영국 남부 담당 장관 뉴캐슬 공작이 프랑스 왕국의 확장을 막기에는 오스트리아와의 군사 동맹이 필수적이라고 생각했기 때문이었다. 동맹은 유럽의 세력 균형을 유지하기 위해 유럽 열강이 동맹 상대를 바꾸었던 국가적 카드리유의 일환으로 이루어졌다. 그러나 동맹은 외교 혁명으로 붕괴되었고, 그 결과 7년 전쟁이 발발했다.

## 배경

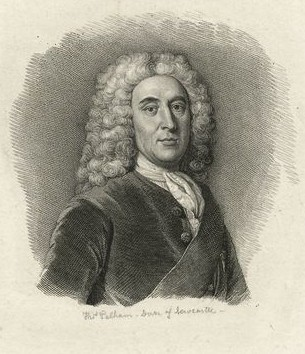
영국의 뉴캐슬 공작 펠럼홀스는 유명한 친 오스트리아파 정치인이었다.

1725년, 오스트리아는 〈비엔나 조약〉을 체결하여, 스페인이 영국으로부터 지브롤터를 탈환하는 것을 돕기로 약속했다. 영국은 당시 프랑스와 영불 동맹을 체결하고 있었지만, 영불 관계는 서서히 악화되고 있었으며, 1731년에는 적국으로 돌아섰다. 1727년, 영국-스페인 전쟁에서 스페인이 지브롤터를 포위하자, 영국 외교관은 오스트리아에 양보를 내비췄고, 스페인의 원조를 취소시켰다. 스페인은 포위 공격의 중단을 피하지 못하고 부득이 평화에 응해야 했다.
오스트리아는 프랑스에 필적하는 육군을 가진 유일한 국가라고 볼 수 있었기 때문에 영국에서는 친 오스트리아파들이 전부터 영오 동맹을 추진했다. 그리고 오스트리아와 강경하게 적대하고 있던 타운센드 자작이 1730년에 사임하면서 영국과 오스트리아의 화해가 진행되어, 뉴캐슬 공작이 영국의 외교 정책을 주도했다. 그는 오스트리아와의 동맹이 필수적이라고 강하게 믿고 있었다.

## 동맹

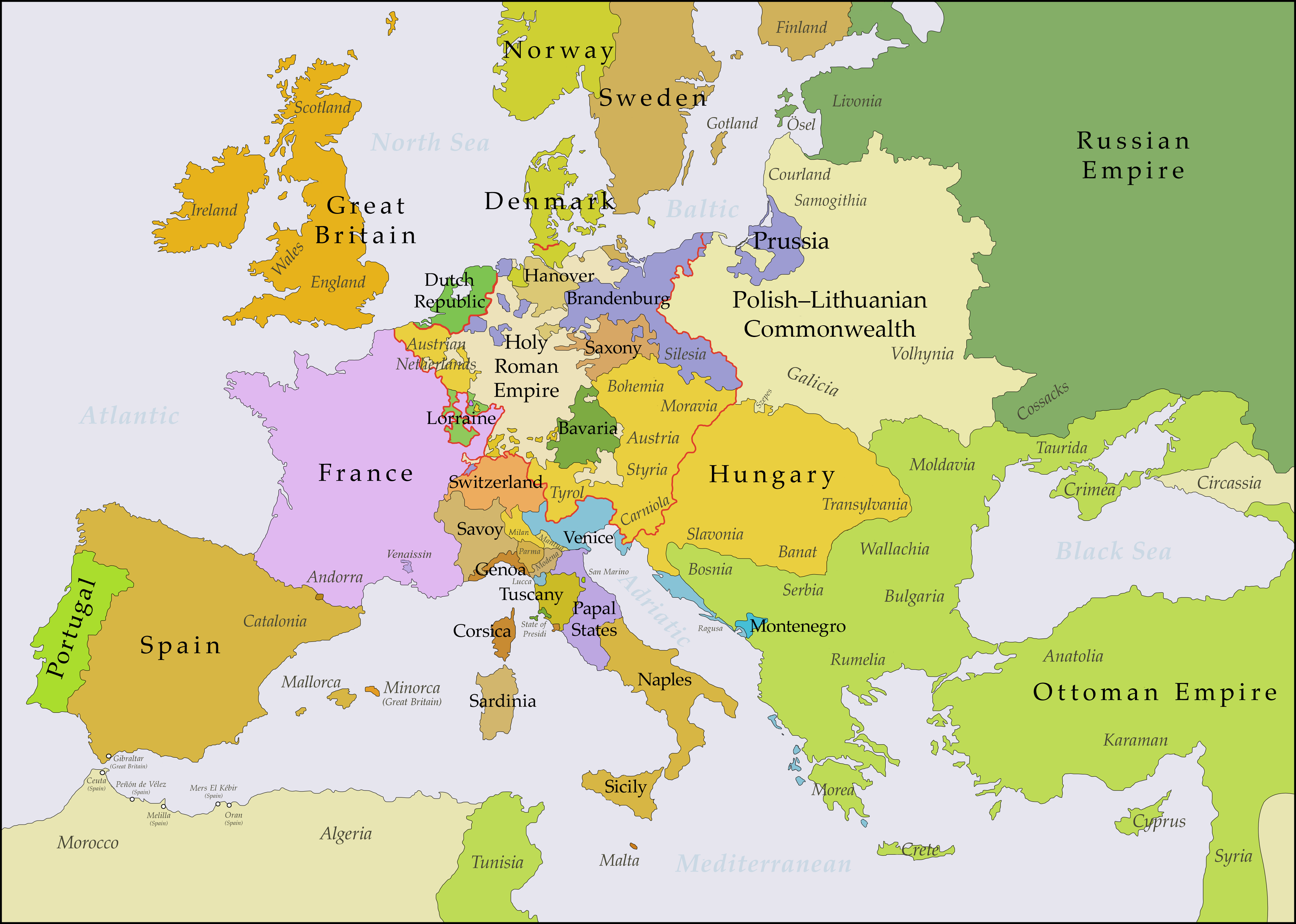
1748년 엑스라샤펠 조약 이후의 유럽

1727년, 오스트리아는 해외 무역에서 영국과 긴장을 유발했던 오스텐더 회사의 활동을 중단하는데 동의했다. 이러한 조치는 두 열강의 공식적인 동맹을 구성한 〈비엔나 조약〉의 토대를 마련했다. 이 조약은 외젠 왕자, 진첸도르프 백작, 슈타렌베르크 공작과 영국의 특사 체스터필드 자작에 의해 1731년 3월 16일에 서명되었다. 조약에서는 오스텐더 회사의 해산이 약속되어 영국 정부를 기쁘게 했다. 영국과 오스트리아는 상호 방위 조작을 약속했다.
오스트리아 왕위 계승 전쟁에서 영국은 오스트리아에게 영국 병력과 거액의 보조금을 원조했고, 살리카 법전에 위배됨에도 불구하고 마리아 테레지아가 합스부르크 영토를 상속하는 것을 허용했다. 오스트리아가 1745년까지 프로이센과 프랑스에 분할될 위기에 빠지자, 영국은 플랑드르 지방에서 대 프랑스 작전을 시작하여 프랑스 군을 갈라놓아, 오스트리아가 반격을 성공하게 했다. 또한 영국은 프로이센의 왕 프리드리히 2세에게 압력을 가해 〈드레스덴 조약〉으로 정전을 하게 했다. 그리하여 오스트리아는 대 프랑스 전략에 집중할 여유를 가질 수 있게 되었다.
동맹이 붕괴될 뻔한 위기에 노출된 적도 있었다. 프랑스는 1746년 브뤼셀 공성전을 감행했을 때, 오스트리아는 영국이 브뤼셀 점령을 막는데 기여한 것이 없다고 믿었고, 이것으로 갈등은 커졌다. 최악의 상황은 브레다 의회에서 일어났다. 이 의회에서는 전쟁 종결을 협의하고, 1748년의 엑스라샤펠 조약에서 궁극적인 합의를 이끌어 내기 위해 열린 것이었다.
영국은 신속한 결론을 내려지기를 희망하고 있었기 때문에 오스트리아가 조건 합의가 느린 것에 짜증이 났다. 그들은 3주 이내 협약에 동의하지 않으면 단독으로 강화하겠다고 위협했다. 오스트리아는 마지못해 조약에 서명했다. 영국은 노력에 비해 전쟁에서 얻은 것이 너무 적었다고 여겼고, 프랑스가 받은 조건은 매우 넉넉하다고 생각했다.
이러한 불만은 있었지만, 1748년 시점에서 조약의 전망은 좋았다. 오스트리아는 영국에서 뉴캐슬 공작이라는 강력한 지지자가 있었고, 게다가 얼굴을 붉힐 대국도 없었다. 영국은 이 동맹을 뉴캐슬 체제의 일부로 여기고 영국과 하노버, 오스트리아, 네덜란드 간의 동맹을 맺고서 독일의 안전을 보장하려고 했다.

## 동맹 붕괴

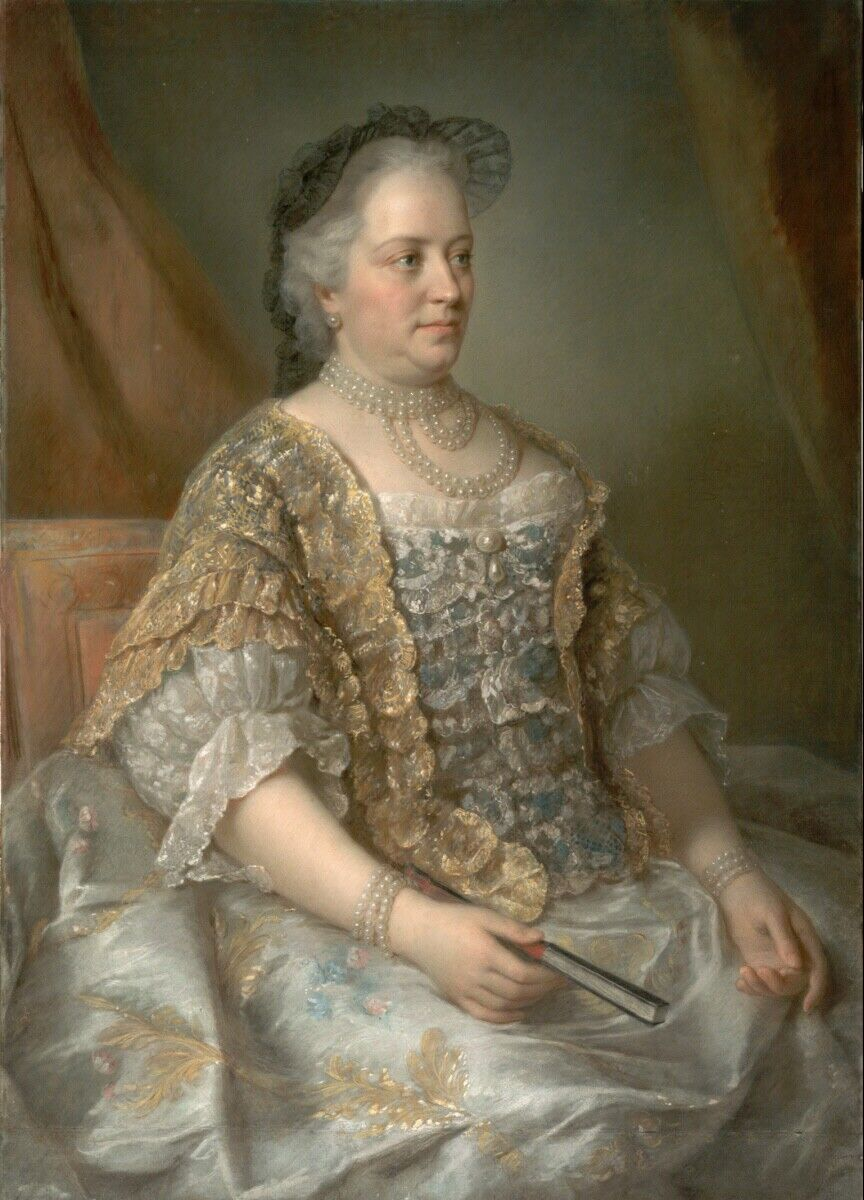
오스트리아의 마리아 테레지아

오스트리아에서는 영국이 진정한 동맹이 아니라는 의심이 항상 남아 있었다. 이런 의심을 가진 사람은 영국이 폴란드 왕위 계승 전쟁에 참전하지 않았다는 것과 〈엑스라샤펠 조약〉에서 슐레지엔의 반환을 견고하게 지지하지 않았다는 것을 증거로 들었다. 그들은 영국이 동맹에 대해 관심을 가진 것은 영국 목적에 부합하기 때문이라고 믿었다. 반 영국 선봉장 중 하나는 1753년 오스트리아 외무 장관으로 취임한 벤첼 안톤 폰 카우니츠였다.
1756년 프로이센 왕국이 보헤미아를 침공하려고 한 것과 영국이 오하이오 영토를 둘러싸고 프랑스와의 분쟁에 몰두하여 원조가 끊기자 오스트리아는 오랜 적국인 프랑스와 동맹을 체결했다. 버려진 영국은 당황해서 프로이센과 웨스트민스터 조약을 체결하고 동맹의 새로운 세력 균형으로 전쟁을 막을 수 있을 것으로 예상했다.
그러나 1756년 프로이센이 오스트리아를 영국의 제지를 뿌리치고 공격하자 영국은 프로이센과의 동맹을 정식으로 체결했다. 영국과 오스트리아는 서로 선전포고까지는 하지 않았지만 이제 양국은 유럽의 큰 전쟁 속에서 다른 진영에 속하게 되었다. 특히 1758년의 엠덴 점령에서는 영국군과 오스트리아군이 간발의 차로 전투를 피했다. 그리고 전쟁의 결과는 오스트리아가 슐레지엔 탈환에 실패했고, 1763년의 파리 조약은 프로이센의 슐레지엔 영유권을 확정지었다.

## 그후
오스트리아에게 영국의 동맹 상대로서의 매력은 갈수록 줄어들었다. 영국 내 친 오스트리아파의 영향력도 7년 전쟁 이후로 감소하고 있었다. 왜냐하면, 오스트리아의 독재가 영국식 자유 민주주의에 반하는 것으로 보인 것이었다.
1778년 프랑스가 미국 독립 전쟁에 참전하여 미국의 독립을 지지하자, 영국은 오스트리아의 지지를 얻고자 했다. 이것은 오스트리아가 참전하면 프랑스군이 미국에서 끌려나오게 되기 때문이었지만, 오스트리아는 검토조차 거부했다.
두 나라는 나폴레옹 전쟁 시대에 다시 동맹국이 되었지만, 어디까지나 대 프랑스 동맹의 일원으로서 역할 뿐이었으며, 영오 동맹 시대의 친밀한 관계와는 거리가 멀었다. 그때도 영국은 오스트리아군에게 자금을 지원했으며, 1793년부터 1794년까지 벌어진 플랑드르 전쟁에서도 100만 파운드를 지원했다

## 같이 보기
- 영보 동맹

## 참고 문헌
- Anderson, Fred. Crucible of War: The Seven Years' War and the Fate of Empire in British North America, 1754-1766. Faber and Faber, 2001
- Browning, Reed. The Duke of Newcastle. Yale University Press, 1975.
- McLynn, Frank. 1759: The Year Britain Became Master of the World. Pimlico, 2005.
- Murphy, Orvile T. Charles Gravier: Comete de Vergennes: French Diplomacy in the Age of Revolution. New York Press, 1982.
- Simms, Brendan. Three Victories and a Defeat: The Rise and Fall of the First British Empire. Penguin Books, 2008.
- Whiteley, Peter. Lord North: The Prime Minister who lost America. The Hambledon Press, 1996.